# Monagasvision
Monagasvision es una canal de televisión venezolano regional con base en Maturín, estado Monagas, que nació el 15 de febrero del 2008.
Ofrece una alternativa comunicacional y brinda una señal de televisión por suscripción, entrega una programación con temas culturales, deportivos, actualidad, ciencia, turismo y geografía. Impulsando su desarrollo y promoviendo sus tradiciones con información veraz y oportuna en lo que se refiere a la ciudad.

## Programas
- Noticiero La Verdad de Monagas
- Marcando la Pauta
- La Nota Destacada
- Max Vídeos
- Consulta Vital
- Vídeos Risa y Algo Más
- Cita Con El Recuerdo
- Navegando Por Lo Nuestro
- Ebisu Ideas Creativas
- Doctor Auto